# Renardbreen
Le Renardbreen (littéralement « glacier du renard ») est un glacier en terre de Wedel Jarlsberg au Spitzberg dans le Svalbard.

## Toponymie
Le nom du glacier est issu directement du français.

## Géographie
Il s'étend sur 8 km de longueur et se situe entre l'Activekammen (en) et le Bohlinryggen (en) et débouche dans le fjord Recherche (en),.

## Histoire
Selon les détails de son récit, le glacier a vraisemblablement été découvert par Robert Fotherby en 1613-1614.